# Alexandra Iosifovna (Alexandra de Saxe-Altemburgo)
Alexandra Iosifovna (Altemburgo, 8 de julho de 1830 – São Petersburgo, 6 de julho de 1911) foi uma grã-duquesa russa por ocasião de seu casamento com o grão-duque Constantino Nikolaevich da Rússia, segundo filho do czar Nicolau I da Rússia. Nascida princesa Alexandra de Saxe-Altemburgo, era a filha mais nova do duque José de Saxe-Altemburgo e da princesa Amélia de Württemberg.
Os seus descendentes incluem o príncipe Filipe, marido da rainha Isabel II e o seu filho o rei Charles III, a rainha Sofia da Espanha e o seu irmão, o ex-rei da Grécia, Constantino II e do ex-rei da Romênia, Miguel I.

## Família
A princesa Alexandra era a filha mais nova do duque José de Saxe-Altemburgo e da princesa Amélia de Württemberg. Os seus avós paternos eram Frederico, Duque de Saxe-Altemburgo e a princesa Carlota Jorgina de Mecklemburgo-Strelitz. Os seus avós maternos eram o duque Luís de Württemberg e a princesa Henriqueta de Nassau-Weilburg.
Alexandra tinha quatro irmãs mais velhas: a princesa Maria de Saxe-Altemburgo, casada com o rei Jorge V de Hanôver, a princesa Paulina de Saxe-Altemburgo, que morreu aos 5 anos de idade, a princesa Teresa de Saxe-Altemburgo, que morreu solteira aos 91 anos e a princesa Isabel de Saxe-Altemburgo, que se casou com o grão-duque Pedro II de Oldemburgo. Tinha ainda uma irmã mais nova, chamada Luísa que morreu com poucos meses.

## Casamento e descendência

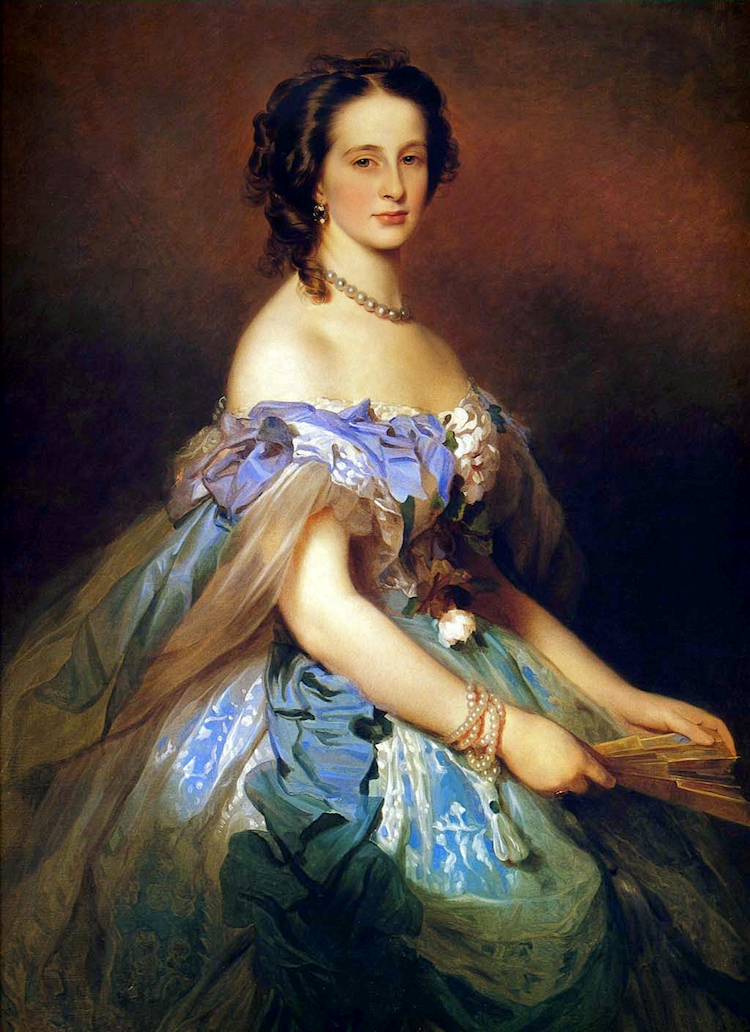
Grã-Duquesa Alexandra Iosifovna da Rússia
Franz Xaver Winterhalter, 1861

No verão de 1846, Alexandra conheceu o grão-duque Constantino Nikolaevich da Rússia quando este visitou Altemburgo. Era o segundo filho do czar Nicolau I da Rússia e da czarina Alexandra Feodorovna, nascida Carlota da Prússia. A avó materna de Constantino e a avó paterna de Alexandra eram irmãs.
Constantino passou alguns dias no castelo do pai de Alexandra. Esta visita tinha sido arranjada pela tia de Alexandra, a grã-duquesa Helena Pavlovna, que tinha nascido como princesa Carlota de Württemberg e era prima afastada da mãe de Alexandra. Helena tinha tido uma grande influência na educação de Constantino que admirava a sua inteligência e ideais modernos. Helena gostava de literatura e música, tendo fundado o Conservatório de São Petersburgo e Constantino passava muito tempo na casa da tia.
Constantino era intelectual e liberal, enquanto que Alexandra era mais conservadora e alegre. Apesar das suas personalidades serem diferentes, ambos gostavam de música e de tocar duetos no piano. Constantino sentiu-se atraído pela beleza jovial de Alexandra, alta, magra e bonita. O grão-duque não demorou a apaixonar-se e a ter vontade de casar. "Não sei o que me está a acontecer. É como se fosse uma pessoa completamente nova. Há apenas um pensamento que me rege e apenas uma imagem me enche os olhos: para sempre e só ela, o meu anjo, o meu universo. Acho que estou mesmo apaixonado. Contudo, o que pode isso significar? Só a conheço há algumas horas e já estou completamente apaixonado". Alexandra tinha apenas 16 anos e Constantino 19. Ficaram noivos, mas tiveram de esperar mais dois anos até se puderem casar.
Alexandra chegou à Rússia no dia 12 de outubro de 1847 onde foi recebida com pompa, circunstância, celebrações populares, multidões à espera nas ruas e varandas. Foi dito que Alexandra era tão parecida com a irmã do seu noivo, a grão-duquesa Alexandra Nikolaevna, que tinha morrido quatro anos antes, que a sua futura sogra começou a chorar quando a conheceu.
Em fevereiro de 1848, Alexandra converteu-se à Igreja Ortodoxa, adoptando o nome de grã-duquesa Alexandra Iosifovna, em honra do seu pai José, ao contrário de outras princesas convertidas que tinham vindo a adoptar o nome de figuras religiosas ou dinásticas. 
Alexandra e Constantino casaram-se no Palácio de Inverno, em São Petersburgo, no dia 11 de setembro de 1848. Constantino recebeu o Palácio de Mármore como presente de casamento dos seus pais. O casal passou a lua-de-mel em Strelna, no golfo da Finlândia, uma propriedade que Constantino tinha herdado aos 4 anos de idade e que se viria a tornar na casa de campo da família. A alegre grã-duquesa Alexandra Iosifovna gostava muito dos jardins desta casa e viria a abrir neles uma escola de jardinagem onde ela própria dava aulas. Havia também brinquedos educacionais para as crianças, incluindo um mastro de madeira e um trampolim para ginástica, bem como uma cabina retirada a uma das fragatas de Constantino.

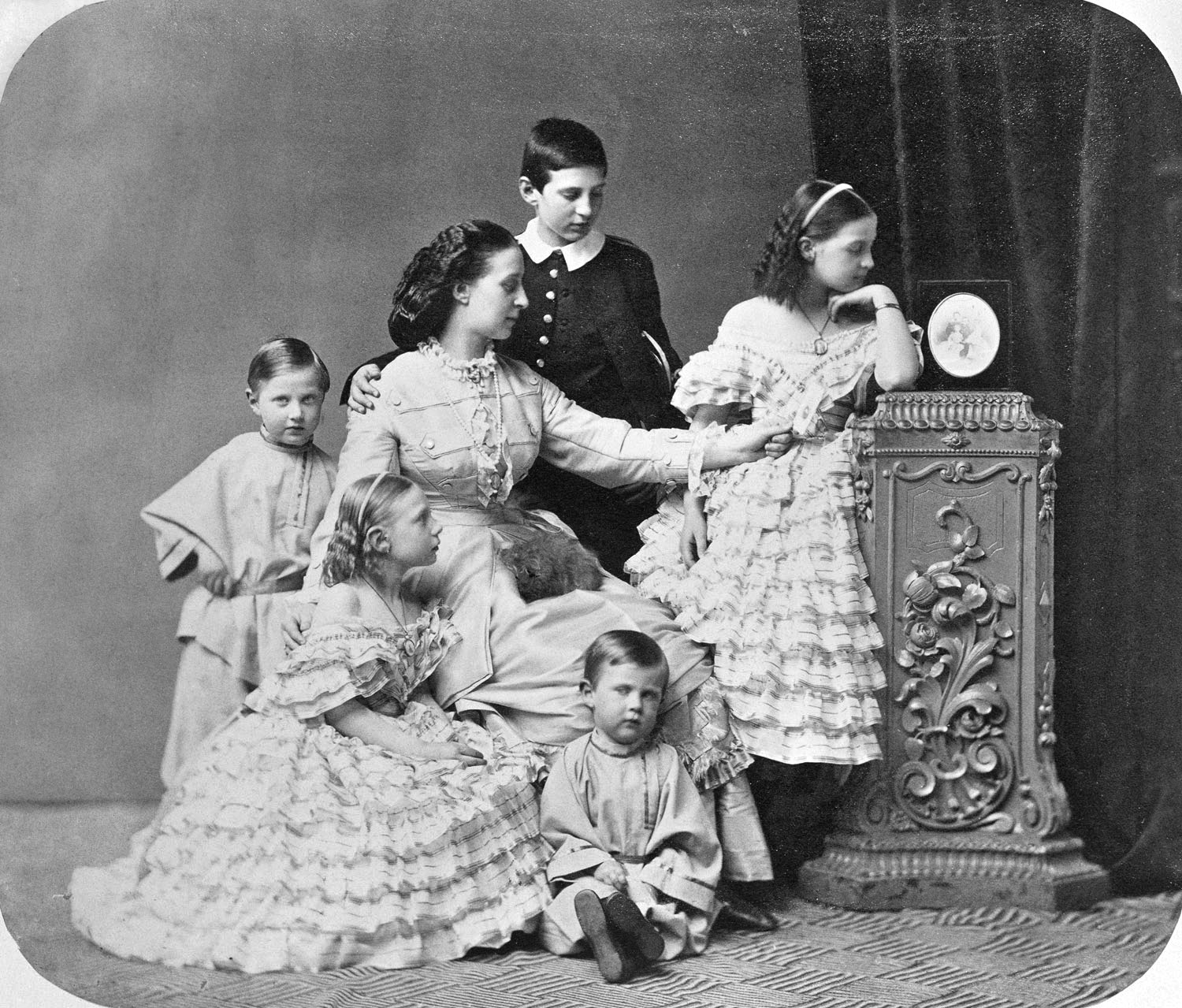
Alexandra com os filhos Nicolau, Constantino, Olga, Vera e Dmitri.

Um ano depois do casamento, Constantino herdou o Palácio de Pavlovsk do seu tio, o grão-duque Miguel Pavlovich onde o público podia visitar os jardins. A família também construiu uma sala de espectáculos na estação de Pavlovsk onde se davam concertos para a classe média.  
Mais tarde, Alexandra e Constantino receberam o Palácio de Oreanda, na Crimeia, da czarina Alexandra Feodorovna que o deixou ao seu segundo filho.
Alexandra e Constantino tiveram seis filhos:
1. Nicolau Constantinovich da Rússia (1850-1918)
2. Olga Constantinovna da Rússia (1851-1926)
3. Vera Constantinovna da Rússia (1854-1912)
4. Constantino Constantinovich da Rússia (1858-1915)
5. Demétrio Constantinovich da Rússia (1860-1919)
6. Venceslau Constantinovich da Rússia (1862-1879)

## Crise de família

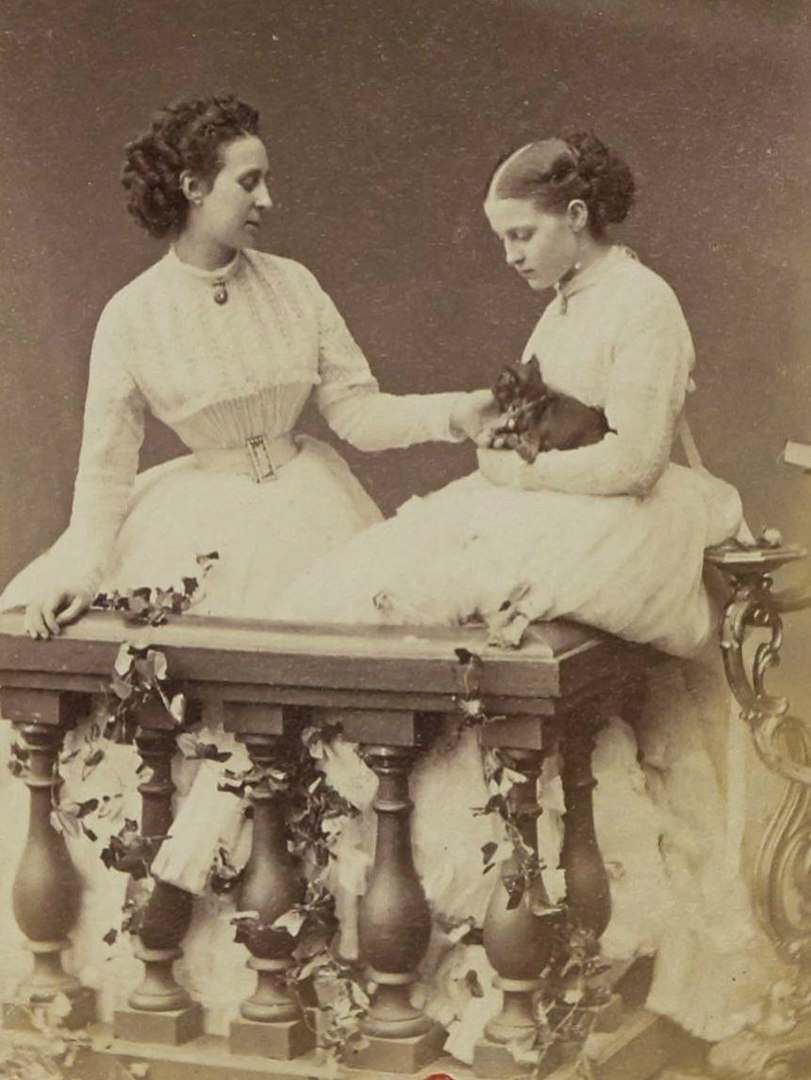
Alexandra com a filha Olga por volta de 1867.

Em 1867, a filha mais velha de Alexandra, Olga, casou-se com o rei Jorge I da Grécia. Olga tinha apenas 16 anos e, no inicio, estava reticente em deixar a filha casar tão nova. O seu primeiro filho foi baptizado de Constantino em honra do avô. O inicio da nova vida da filha coincidiu com o inicio do fim do casamento de Alexandra e Constantino.
Apesar de Constantino ter apenas 40 anos, o intenso trabalho que tinha feito na marinha e nas reformas liberais do irmão Alexandre II, tinham-no feito envelhecer mais depressa. Quando o seu irmão se começou a afastar das reformas, a influência de Constantino começou a diminuir e por isso ele começou a dar mais atenção à sua vida pessoal. Após vinte anos de casamento, o casal tinha-se afastado. O trabalho intenso de Constantino e as diferentes perspectivas políticas e interesses tinham, com os anos, esmorecido a relação. Alexandra era conservadora e o marido liberal e ela tinha-se habituado a viver no seu próprio mundo de misticismo. Não demorou para que Constantino fosse procurar intimidade sexual a outro lado.
No final da década de 1860, Constantino começou um caso amoroso que resultou no nascimento de uma filha ilegítima, Maria Condousso. Na década de 1880, Maria foi mandada para a Grécia onde se tornou dama-de-companhia da sua meia-irmã Olga. Lá casou-se com um bancário grego.
Pouco depois do nascimento de Maria, Constantino já estava a começar um novo romance. Por volta de 1868 começou a seduzir Anna Vasilievna Kuznetsova, uma jovem bailarina do conservatório de São Petersburgo. Era filha ilegítima da bailarina Tatiana Markyanovna Kuznetsova e do actor Vasili Andreievich Karatygin. Ana era vinte anos mais nova do que Constantino e em 1873 deu à luz o primeiro filho do grão-duque. Com o tempo viria a ter mais quatro.
Constantino deu uma casa à sua amante dentro dos jardins do Palácio de Pavlovsk, fazendo assim com que a sua segunda família muito perto de Alexandra a quem se passou a referir como "esposa imposta pelo governo". Os seus inimigos políticos aproveitaram-se do escândalo para denegrir a imagem de Constantino e o povo russo colocou-se do lado da sua esposa Alexandra que tentou enfrentar as infidelidades com dignidade.
Em 1874, rebentou outro escândalo quando se descobriu que o filho mais velho de Alexandra e Constantino, o grão-duque Nicolau Constantinovich, que tinha vindo a viver uma vida escandalosa e tinha ideais revolucionárias, tinha roubado diamantes valiosos de um ícone religioso que se encontrava no quarto de Alexandra com a ajuda da sua amante, uma cortesã americana. Nicolau foi considerado culpado, declarado louco e banido para o resto da vida para a Rússia central. Alexandra sofreu outro duro golpe quando, em 1879, o seu filho mais novo, Vyacheslav, morreu subitamente de uma hemorragia cerebral.

## Doença do marido e morte

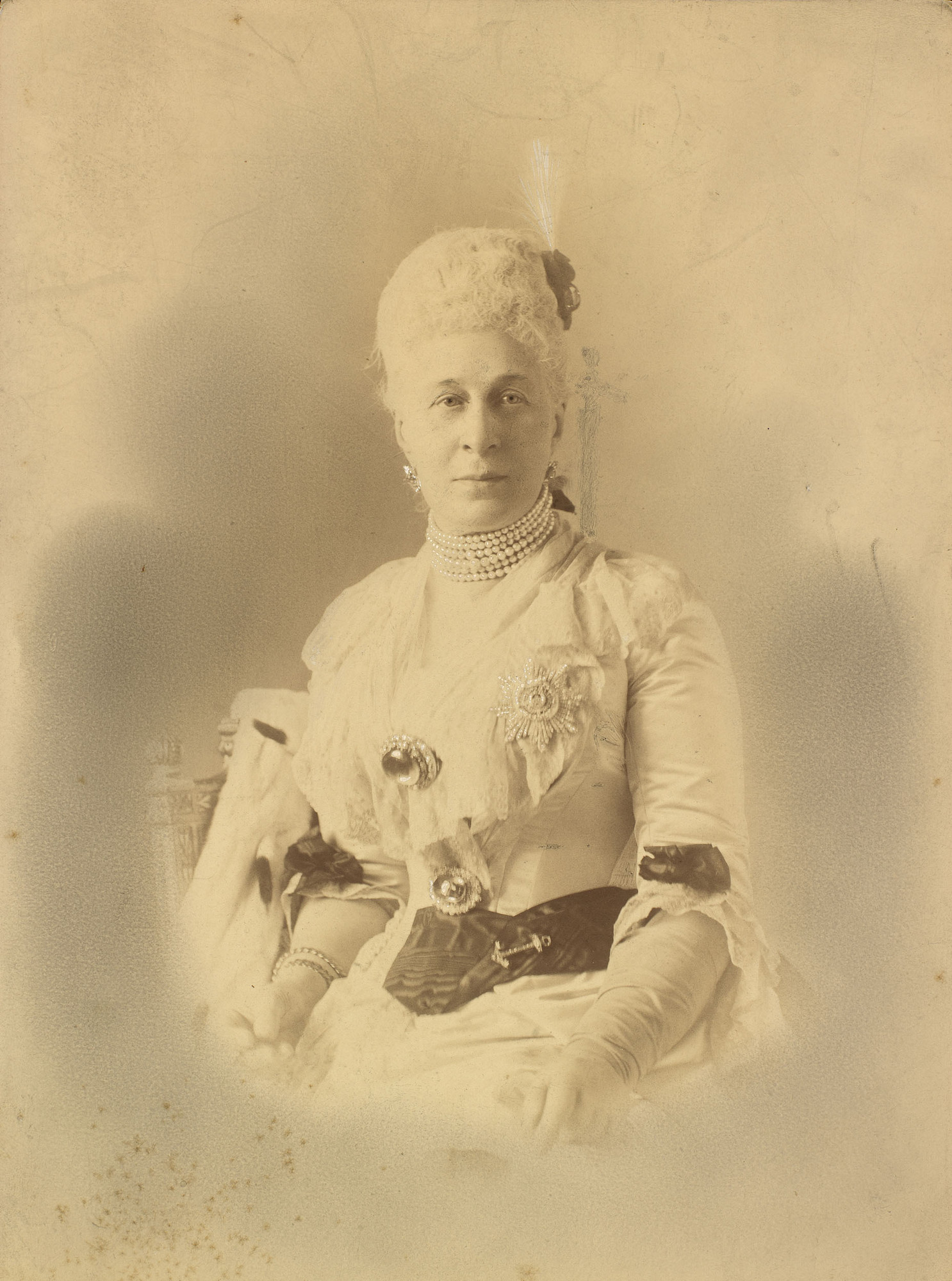
Alexandra em seus últimos anos

Em junho de 1889, a neta de 18 anos de Alexandra, a princesa Alexandra da Grécia e Dinamarca, voltou para a Rússia para se casar com o grão-duque Paulo Alexandrovich, um sobrinho do seu marido. Perto do final das celebrações do casamento, Constantino teve um enfarte, seguido de outro mais grave em agosto de 1889 que lhe tirou a capacidade de falar e andar.
Nos três anos de vida que lhe restaram, Constantino viveu com a sua esposa no seu palácio preferido, o de Pavlovsk, onde tinha uma ala só para si. Estava preso a uma cadeira de rodas e Alexandra certificou-se que a sua amante e filhos ilegítimos se mantinham longe de qualquer contacto com o seu marido. O neto de Alexandra, o príncipe Cristóvão da Grécia, escreveu nas suas memórias que Constantino ficou tão frustrado com o controlo de Alexandra que um dia a agarrou pelo cabelo e lhe bateu com a bengala. Tendo em conta que Cristóvão tinha apenas 4 anos quando Constantino morreu, é difícil determinar se a história é verdadeira ou falsa.
Apesar da sua doença, Constantino tentava distrair-se da melhor maneira possível. O seu sobrinho-neto Cyrill Vladimirovich da Rússia lembrava-se de esquiar em Pavlovsk onde Constantino via tudo o que acontecia do seu trenó e cheirava sempre a cigarros. Cyril achava Alexandra uma mulher formidável, com a sua "voz de cana rachada (...) a andar por todo o lado numa carruagem aberta com uma espécie de toldo por cima que se podia abrir e fechar como um guarda-chuva. Nunca vi nada parecido em mais lado nenhum e acho que ela era a única pessoa no mundo que tinha um cobrimento tão original para a sua carruagem".
Quando Constantino morreu, em janeiro de 1892, Alexandra permitiu que a sua amante Ana visitasse Pavlovsk para rezar junto à sua cama.

## Títulos e estilos
- 8 de julho de 1830 – fevereiro de 1848: Sua Alteza, Princesa Alexandra de Saxe-Altemburgo
- fevereiro de 1848 – 6 de julho de 1911: Sua Alteza Imperial, a Grã-Duquesa Alexandra Iosifovna da Rússia